# Ratpenat (heràldica)

Rat penat

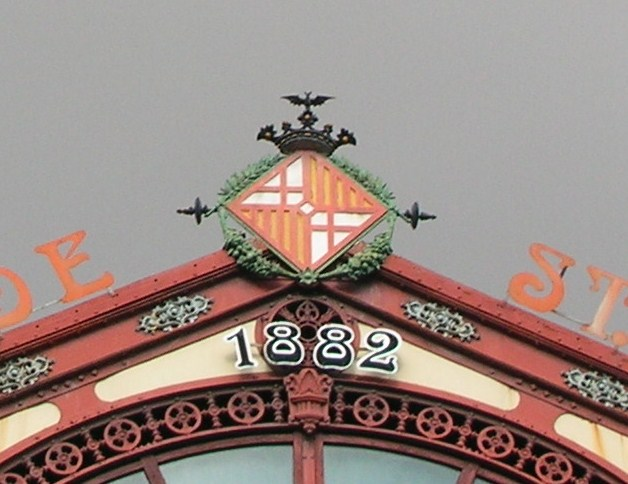
Escut de Barcelona al 1882.

Com a símbol cultural i heràldic el ratpenat, ratapenada, ratapenera o ratapinyada té una important presència als territoris de l'antiga Corona d'Aragó.

## Origen

Escut oficial de la vila de Terol.

Hi ha una llegenda basada en el Llibre dels fets que diu que el rat penat va ser popularitzat pel rei Jaume I el Conqueridor i que commemora un rat penat que evità una desfeta de la Corona d'Aragó a la vora de Borriana i permeté la conquesta de València. Aquesta llegenda és semblant a una de mallorquina, segons la qual el rei protegí un rat penat que es trobava dins la primera mesquita consagrada com a església de la ciutat de Mallorca, l'actual església de Sant Miquel.
Tot i així sembla que l'origen més versemblant d'aquest animal com a símbol rau en la vibra de la Cimera Reial de Pere el Cerimoniós. La vibra o víbria era un drac que abans coronava els escuts d'algunes ciutats importants del Mediterrani, com Palma, València i Barcelona. Amb el pas del temps l'antiga vibra s'arribà a identificar amb un rat penat i en prengué també la forma.
L'ús del ratpenat en substitució de la vibra va començar cap al segle xvii i es va imposar plenament durant el segle xix, de manera que el símbol de la vibra va quedar quasi completament arraconat.

## Ús heràldic
Al Regne de Valencia el rat penat és un dels emblemes de la ciutat de València, on és oficial des del segle xvii, apareixent en tots els impresos oficials i coronant l'escut d'aquesta ciutat. És precisament com a símbol de la ciutat de València que el rat penat és més conegut.
Al Regne de Mallorca el rat penat es troba damunt de l'escut de la ciutat de Palma, procedent del segell atorgat per Jaume I als homs de Mallorca l'any 1269, concessió confirmada per Sanç I de Mallorca l'any 1312 L'Ajuntament de Palma té un escut amb petites diferències, havent adaptat l'escut a la seva imatge corporativa. Aquest escut porta el rat penat del mateix color que la corona, daurat.
Al Principat de Catalunya el rat penat també forma part dels elements heràldics dels antics emblemes de la ciutat de Barcelona. Aquest animal es pot veure en escuts antics de la ciutat damunt d'una corona. El rat penat apareixia en el Diari del Govern de Catalunya i de Barcelona (1810) on es mantingué durant part del segle xx, sense l'elmet, però. També l'antiga insignia del cos de bombers de Barcelona lluïa aquest elmet heràldic. L'escut de la ciutat de Terol també lluïa un rat penat a dalt de la corona. Aquest rat penat commemorava la part que varen tindre els habitants d'aquesta ciutat en la conquesta de València, però va desaparèixer en el segle xix sense raons clares. El rat penat turolenc es pot veure a l'escut que hi ha a l'Escalinata.
A l'heràldica municipal de la Franja de Ponent el rat penat apareix a l'escut de la ciutat de Fraga sota la corona. Hi ha alguns altres municipis que també fan ús del símbol del rat penat, com Atzeneta d'Albaida, Catarroja i Novallas.
Fora d'aquests territoris el rat penat també figura com a símbol heràldic, encara que molt més rarament. Cal mencionar els escuts d'Albacete, el de Munera, el de Montchauvet, Yvelines, el de Fiefbergen (Schleswig-Holstein) i, fora ja del continent europeu, el de Santa Fe de Antioquia, concedit a la ciutat el 1545 per Carles I de Castella i Aragó i la seva mare Joana I de Castella.

## Altres usos
El rat penat es troba també a alguns escuts d'organitzacions esportives, com l'escut del València Club de Futbol, el Llevant Unió Esportiva, el Club Esportiu Alcoià, l'Albacete Balompié, el Club de Bàsquet Claret de Benimaclet, el Club Esportiu Rafael Altamira de Xirivella. També figura als anagrames de la majoria d'associacions falleres de València. A banda d'aquests hi ha un rat penat al mig de la bandera del Reial Club Nàutic de València.
El nom de l'associació cultural Lo Rat Penat està basat en aquest animal heràldic. Va ser fundada el 1878 per iniciativa Constantí Llombart, Teodor Llorente i Fèlix Pizcueta, amb la intenció de defendre la cultura i llengua valencianes i impulsar el moviment de la Renaixença valenciana. Durant la Segona República Espanyola va patir fortes convulsions internes de caràcter polític. Després de la guerra civil espanyola va restar en mans de valencians partidaris del règim franquista.
Lo Rat Penat. Periódich Lliterari Quincenal, (Orgue Oficial de Amadors de les Glòries Valencianes), fou un diari literari quinzenal publicat als anys 1884 i 1885. Estava redactat per escriptors del País Valencià, de Mallorca i del Principat. El seu director fou Constantí Llombart i tenia com a objectiu ensenyar als valencians á estimar ses coses, començant per estudiar sa nativa llengua, sa lliteratura i sa història, ses lleis, ses costums y tradicions; y acabant per donar à tot lo seu, com los catalans saben fer-ho, tot lo valor, importància o mèrit que en si tinga.
L'esquadró IX de bombarders de la Royal Air Force duu a la seva insígnia un rat penat amb el lema "Per Noctem Volamus". Aquesta fou adoptada el 1917 i va rebre aprovació reial per part d'Eduard VIII l'any 1936.

## Desaparicions en els nous escuts
No és clar per què es va suprimir el rat penat de l'escut de la ciutat de Barcelona. Havent adoptat l'escut de la ciutat com a propi del club, un petit rat penat negre es trobava coronant el primer escut del FC Barcelona. Però, inexplicablement, aquests elements heràldics varen desaparèixer a l'inici del segle xx.
Aquest animal també ha desaparegut de l'escut del Reial Club Esportiu Mallorca, que era abans l'escut de Palma, ans que es conserva a l'escut d'aquesta ciutat.
Encara es pot veure un ratpenat a l'escut que corona la façana del mercat de Sant Antoni i a la torre que hi ha a la vora de l'església del Tibidabo. L'eliminació del rat penat de l'escut de Barcelona feu que desaparegués de l'escut del Futbol Club Barcelona.
La desaparició del rat penat dels escuts actuals de la ciutat de Barcelona ha representat la pèrdua d'un element comú amb altres ciutats de l'àmbit cultural català, com Fraga, Palma i València, que la mantenen amb orgull, i on es considera un símbol tradicional de Jaume I el Conqueridor. Símbol molt antic de gran valor històric.

## Galeria d'imatges

Escut de València
Escut de Fraga
Escut de Palma
Escut de Palma amb la cimera de la Festa de l'Estendard, sense elm. Brodat. S. XVII (Arxiu Municipal de Palma)
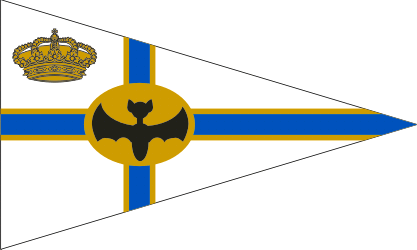
Bandera del Reial Club Nàutic de València
Escut de Novallas, Aragó
Escut d'Albacete
Escut de Barcelona (segle XVII-XVIII)
Escut de Barcelona pel 1879
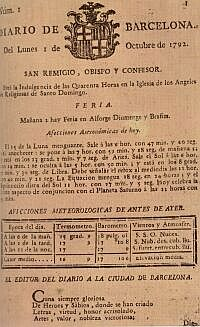
Portada del primer exemplar del Diari de Barcelona (1792)